# Hieronim Janusz Sanguszko
Pour les autres membres de la famille, voir Famille Sanguszko.
Hieronim Janusz Sanguszko (°4 mars 1743 à Kolbuszowa † 4 septembre 1812 à Slavouta, prince de la famille Sanguszko, staroste de Tcherkassky, major général des armées de la Couronne (1762), voïvode de Wołyń (1775), porte étendard de Lituanie (1775), lieutenant général des armées de Lituanie (1775).

## Biographie
Il est le fils de Paweł Karol Sanguszko et de Barbara Urszula Dunin

## Sources
- VIAF
- ISNI
- GND
- Pologne
- NUKAT

- (pl) Cet article est partiellement ou en totalité issu de l’article de Wikipédia en polonais intitulé « Hieronim Janusz Sanguszko » (voir la liste des auteurs).